# 메모리 관리
메모리 관리(memory management)는 컴퓨터 메모리에 적용된 리소스 관리의 일종이다. 가장 단순한 형태의 메모리 관리 방법은 프로그램의 요청이 있을 때, 메모리의 일부를 해당 프로그램에 할당하고, 더 이상 필요하지 않을 때 나중에 다시 사용할 수 있도록 할당을 해제하는 것이다. 이는 하나 이상의 프로세스가 언제든 실행되는 고급 컴퓨터 시스템에 필수적이다.
가상 메모리 시스템은 프로세스가 사용하는 메모리 주소를 실제 물리 주소와 구분한다. 이로써 프로세스를 구분하고, 디스크 스왑 처리를 사용하여 효과적으로 사용할 수 있는 램의 양을 늘릴 수 있게 된다. 가상 메모리 관리자의 품질은 전반적인 시스템 성능에 큰 영향을 미친다.
쓰레기 수집은 프로그램을 위해 컴퓨터 메모리 리소스를 자동으로 할당하고 할당을 해제한다. 프로그래밍 언어 수준에서 일반적으로 추가되어 있는 것이며, 수동 메모리 관리와 대조된다.

## 목표
역사적으로 운영 체제에서는 수많은 다른 메모리 관리 기술이 사용되고 개선되어 왔다. 운영 체제의 메모리 관리에 대한 주된 목표는 다음과 같다:
- 여러 프로세스가 동시에 실행될 수 있도록 메모리 공간을 제공할 것.
- 시스템 사용자들을 위해 만족할 만한 수준의 성능을 제공할 것.
- 각 프로그램의 리소스를 보호할 것.
- 프로세스 사이에 있는 메모리 공간을 공유할 것
- 프로그래머를 위해 되도록 메모리 공간의 어드레싱을 투명하게 할 것

## 기능
- 릴로케이션
- 보호
- 공유
- 논리 구성
- 물리 구성

## 같이 보기
- 메모리 보호
- 쓰레기 수집
- 동적 메모리 할당
- 페이징, 페이지 테이블
- 포인터
- 가상 메모리
- 메모리 관리 장치